# Petropedetes palmipes
Petropedetes palmipes är en groddjursart som beskrevs av George Albert Boulenger 1905. Petropedetes palmipes ingår i släktet Petropedetes och familjen Petropedetidae. IUCN kategoriserar arten globalt som starkt hotad. Inga underarter finns listade i Catalogue of Life.